# الژبیتا تووارینتسکا
الژبیتا تووارینتسکا (لهستانی: Elżbieta Towarnicka؛ زادهٔ ۲۹ ژوئیهٔ ۱۹۵۰) خوانندهٔ سوپرانوی اپرا و بازیگر اهل لهستان است. وی دانش‌آموختهٔ آکادمی موسیقی در کراکوف بوده و در اپرا کراکوفسکا مشغول به‌کار است و با زبیگنیف پرایسنر در موسیقی چند فیلم همکاری داشته است.
از فیلم‌هایی که وی در خواندن ترانه‌های متن‌شان مشارکت داشته است، می‌توان به سه رنگ: قرمز، زندگی دوگانه ورونیکا، آوالون و پاپوشا اشاره کرد.